# Arnaud Bingo

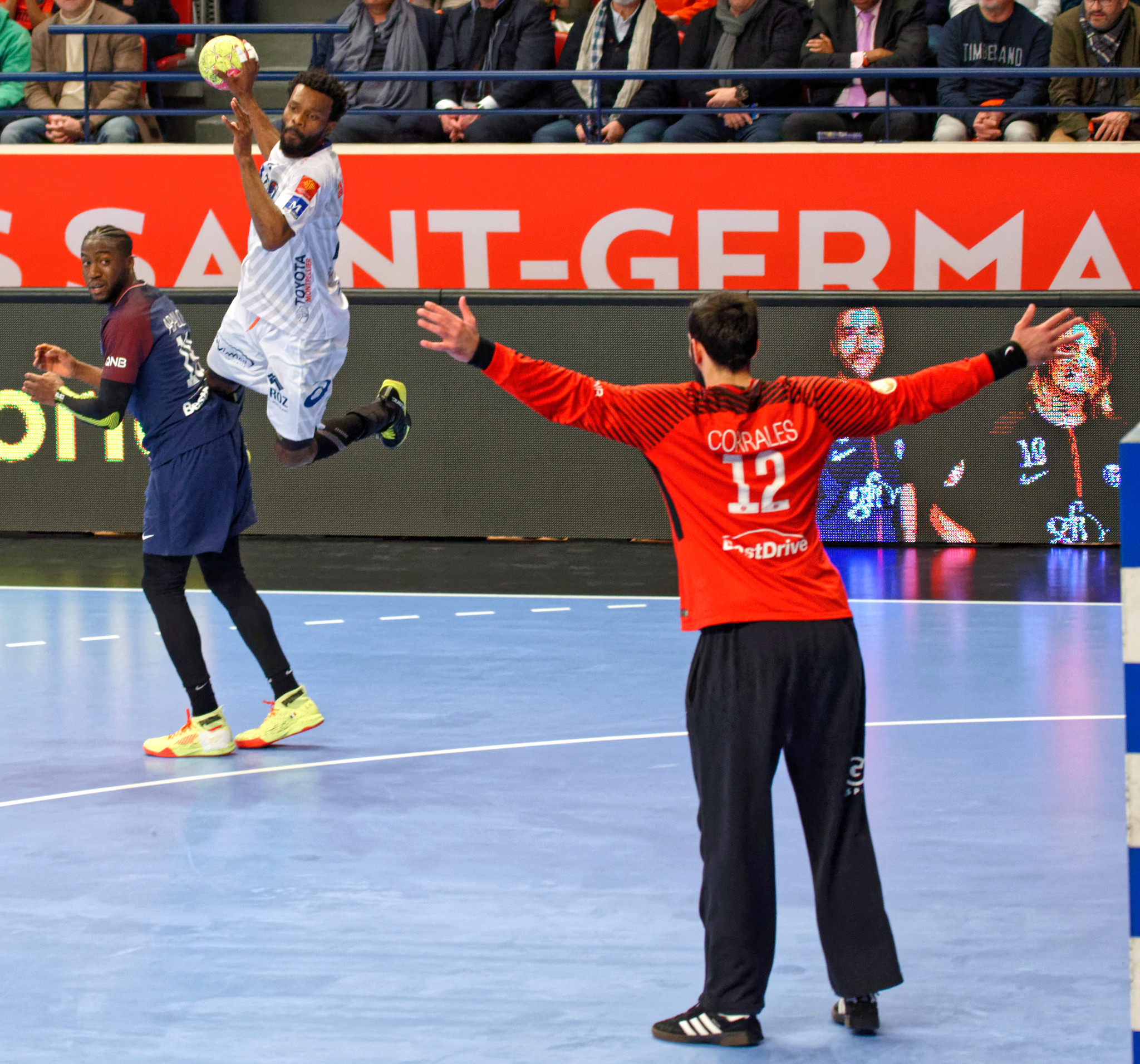
Arnaud Bingo au tir avec Montpellier en 2018.

Arnaud Bingo, né le 12 octobre 1987 à Lyon, est un joueur international français de handball. Il est notamment Champion du monde en 2011.  

## Biographie
Après avoir découvert le handball à l'ASUL Vaulx-en-Velin à 9 ans,il rejoint à 16 ans l'HBC Villefranche-en-Beaujolais. En 2006, il prend la direction d'un autre club de la région lyonnaise, le Villeurbanne Handball Association où il joue ses premiers matchs professionnels.
C'est ensuite sous le maillot du Tremblay Handball qu'il se fait remarquer à partir de 2007. Troisième du Championnat de France en 2009 et 2010 puis finaliste de la Coupe des Coupes en 2011, Arnaud Bingo effectue ainsi sa première apparition sous le maillot de l'équipe de France le 28 octobre 2010 contre la Tunisie lorsqu'il est appelé par le sélectionneur Claude Onesta. Avec Kentin Mahé, ils sont appelés pour pallier les forfaits pour blessures de Michaël Guigou et Samuel Honrubia. En décembre de la même année, il est de nouveau choisi par Onesta pour renforcer le groupe de joueurs en préparation pour le championnat du monde 2011. À l'issue du stage de préparation, il fait partie des seize joueurs appelés par le sélectionneur pour le Mondial. La blessure de son coéquipier de Tremblay Handball Sébastien Ostertag, joueur qui évolue sur le même poste que lui, lui permet d'obtenir un rôle de suppléant à Guigou en compagnie de Honrubia.
En janvier 2012, au Championnat d'Europe 2012, l'absence sur blessure de Michaël Guigou conduit Claude Onesta à sélectionner Arnaud Bingo en compagnie de Samuel Honrubia.
Les saisons suivantes, les performances de Bingo et de Tremblay sont nettement en retrait : le club lutte désormais pour le maintien et Bingo n'est plus sélectionné en équipe de France. 
Après une saison 2015-2016 terminée à la dernière place, il signe un contrat de trois ans au Montpellier Handball dans le but de relancer sa carrière aux côtés de Michaël Guigou. S'il ajoute à son palmarès une finale de Coupe de France en 2017, une deuxième en Championnat en 2018 et surtout la victoire en Ligue des champions en 2018, il n'est que peu utilisé par Patrice Canayer, ne marquant que 82 buts en 62 matchs de championnat.
En janvier 2019, d'un commun accord avec les dirigeants du club, il quitte le Montpellier Handball pour le club portugais du Sporting Clube de Portugal où il a signé un contrat de trois ans et six mois Après deux saisons, il revient au Tremblay Handball en 2021 puis retourne la saison suivante au Portugal au SL Benfica.
En 2023, il est recruté par le club macédonien du RK Alkaloid (en), porté et entraîné par Kiril Lazarov. Il y remporte la Coupe de Macédoine du Nord et la Supercoupe de Macédoine du Nord en 2024 puis la Coupe européenne en 2025.

## Palmarès

### En sélection
- Médaillé d'or au Championnat du monde 2011 en  Suède
- 11e au Championnat d'Europe 2012 en  Serbie
- Première sélection : 28/10/2010 contre la  Tunisie

### En club
Compétitions internationales
- Vainqueur de la Ligue des champions (C1) (1) : 2018
- Finaliste de la Coupe des vainqueurs de coupe (C2) (1) 2011
- Vainqueur de la Coupe européenne (C4) (1) : 2025

Compétitions nationales
- Vainqueur du Trophée des champions (1) : 2018
- Championnat de France
  - Deuxième (1) : 2018
  - Troisième (2) : 2009, 2010 et 2017
- Finaliste de la Coupe de France (1) : 2017
- Vainqueur de la Coupe de Macédoine du Nord (1) : 2024
- Vainqueur de la Supercoupe de Macédoine du Nord (1) : 2024